# فیبا
'فدراسیون بین‌المللی فیبا (به فرانسوی: Fédération Internationale de Basketball) که بیشتر با مخفف نام فرانسوی آن FIBA شناخته می‌شود، انجمنی متشکل از سازمان‌های ملی است که بر مسابقات بین‌المللی بسکتبال نظارت می‌کند.
این فدراسیون قبلاً به نام Fédération Internationale de Basketball Amateur (و مخفف به صورت FIBA) شناخته می‌شد.
در سال ۱۹۸۹، واژهٔ آماتور از نام رسمی فدراسیون برداشته شد اما کوتاه‌شدهٔ نام، دست‌نخورده باقی ماند.
فیبا وظیفهٔ کنترل و مدیریت مسابقات بین‌المللی تحت اختیار خود را بر عهده دارد. ایمان فرزین، اولین نماینده ایران در فیبا است که از سال ۲۰۱۷ به عنوان مدیر اجرایی فدراسیون بین‌المللی بسکتبال در ایران فعالیت می‌کند.